# Nikolaes Heinsius il Giovane
Nikolaes Heinsius (L'Aia, 1656 – Culemborg, 1718) è stato un medico e scrittore olandese.
Heinsius era figlio illegittimo di Nikolaes Heinsius il Vecchio e della svedese Margaretha Wullen. Ottenendo poco aiuto dal padre, diventò medico all'età di 20 anni. Nel 1677 dovette fuggire dal Paese per aver commesso un omicidio, insieme a degli amici ubriachi, sulle strade dell'Aia. Come medico viaggiò in Francia, Italia e Germania. Nel 1679 giunse a Roma, dove fu il medico personale di Cristina di Svezia fino al 1687. In seguito fu il medico personale dell'elettore di Brandenburgo a Kleve.
Nel 1695 tornò nei Paesi Bassi e si stabilì a Culemborg, a quel tempo città libera ed esclusa dall'esilio che lo aveva colpito. Lo stesso anno pubblicò Den Vermakelyken Avanturier, ("La vita meravigliosa e le avventure piacevoli di Mirandor"), che conteneva molti elementi autobiografici e fu uno dei primi romanzi della letteratura olandese. Il romanzo fu ristampato molte volte e fu tradotto in tedesco, inglese, francese e italiano. 
Scrisse anche cinque opere di medicina, che furono pubblicare a Kleve, e un altro romanzo, Don Clarazel de Contarnos (1697). Nel 1707 fu respinta una richiesta ufficiale agli Stati Generali dei Paesi Bassi per la revoca della condanna all'esilio che gravava su di lui.